# Rehbach (Lindlar)
Rehbach ist ein Ort in der Gemeinde Lindlar, Oberbergischer Kreis im Regierungsbezirk Köln in Nordrhein-Westfalen (Deutschland).

## Lage und Beschreibung
Rehbach liegt im Südwesten von Lindlar. Die Nachbarorte sind Herkenhähn, Vellingen, Brandsheide, Ober- und Unterfrielinghausen.

## Geschichte
1467 wird Rehbach erstmals urkundlich in einer Abrechnung für das Amt Steinbach mit der Bezeichnung „Riebach“ genannt. 1715 wird Rehbach auf der Topographia Ducatus Montani als Freyhof aufgeführt und mit „Rebig“ benannt. In der Karte Topographische Aufnahme der Rheinlande von 1817 lautet die Schreibweise des Ortsnamens „Reberg“. Ab der Preußischen Uraufnahme von 1845 wird die heute gebräuchliche Schreibweise Rehbach verwendet.
Der Ortsname kommt von Roden oder Reuden. Das Wegekreuz in Rehbach wurde 1763 von den Eheleuten Thiel gestiftet. Thiel betrieb die Eisenerzgrube am Rehbacherberg.
Aufgrund § 10 und § 14 des Köln-Gesetzes wurde 1975 die Gemeinde Hohkeppel aufgelöst und umfangreiche Teile in Lindlar eingemeindet. Darunter auch Rehbach.

## Busverbindung
Über die Haltestelle „Rehbacher Weg“ der Linie 398 (OVAG) ist Rehbach an den öffentlichen Personennahverkehr angebunden.

## Sehenswürdigkeiten
- Fußfall bei Haus Nr. 5 gelistetes Baudenkmal (BD 47) der Gemeinde Lindlar[6]

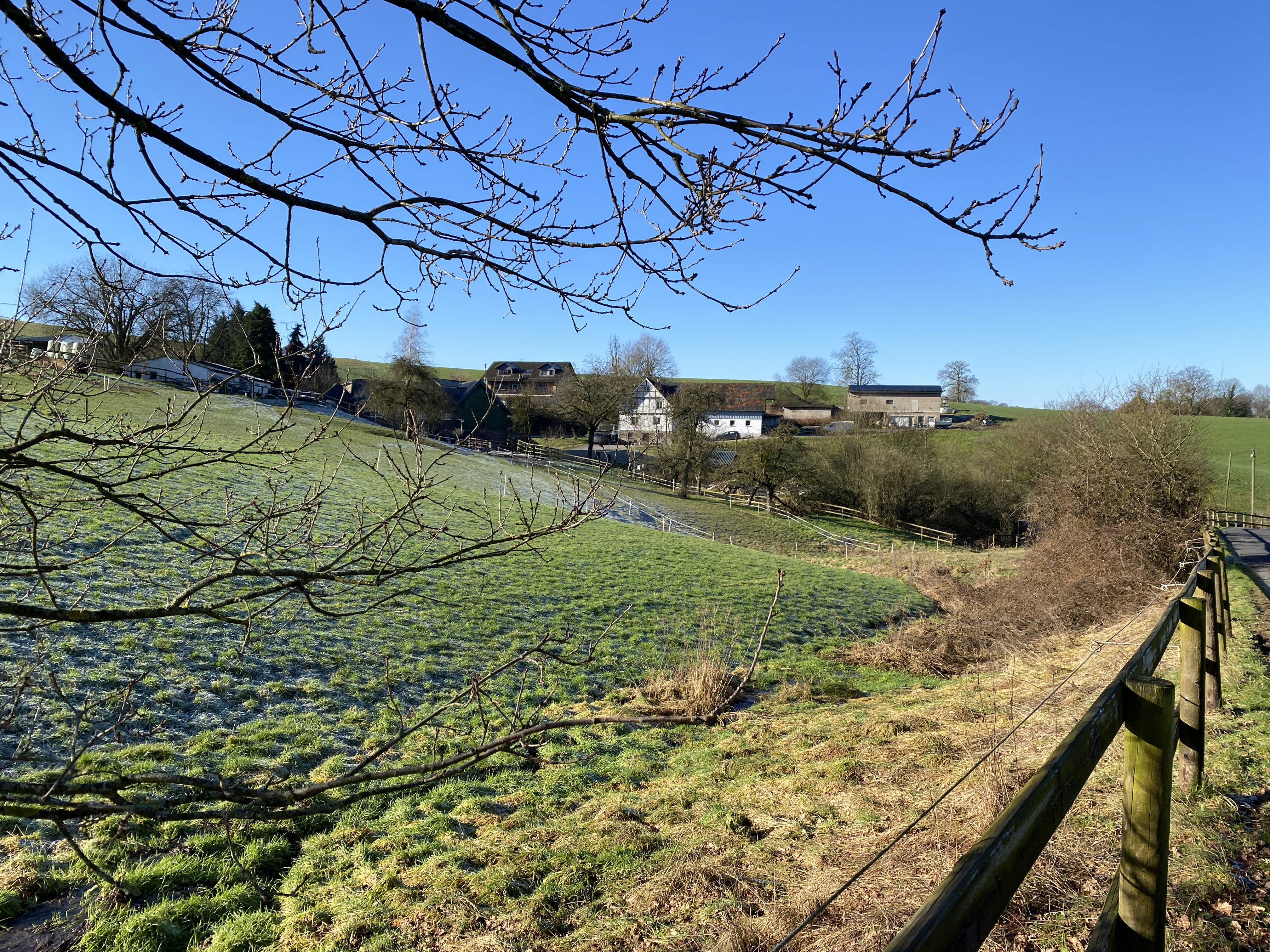
Rehbach
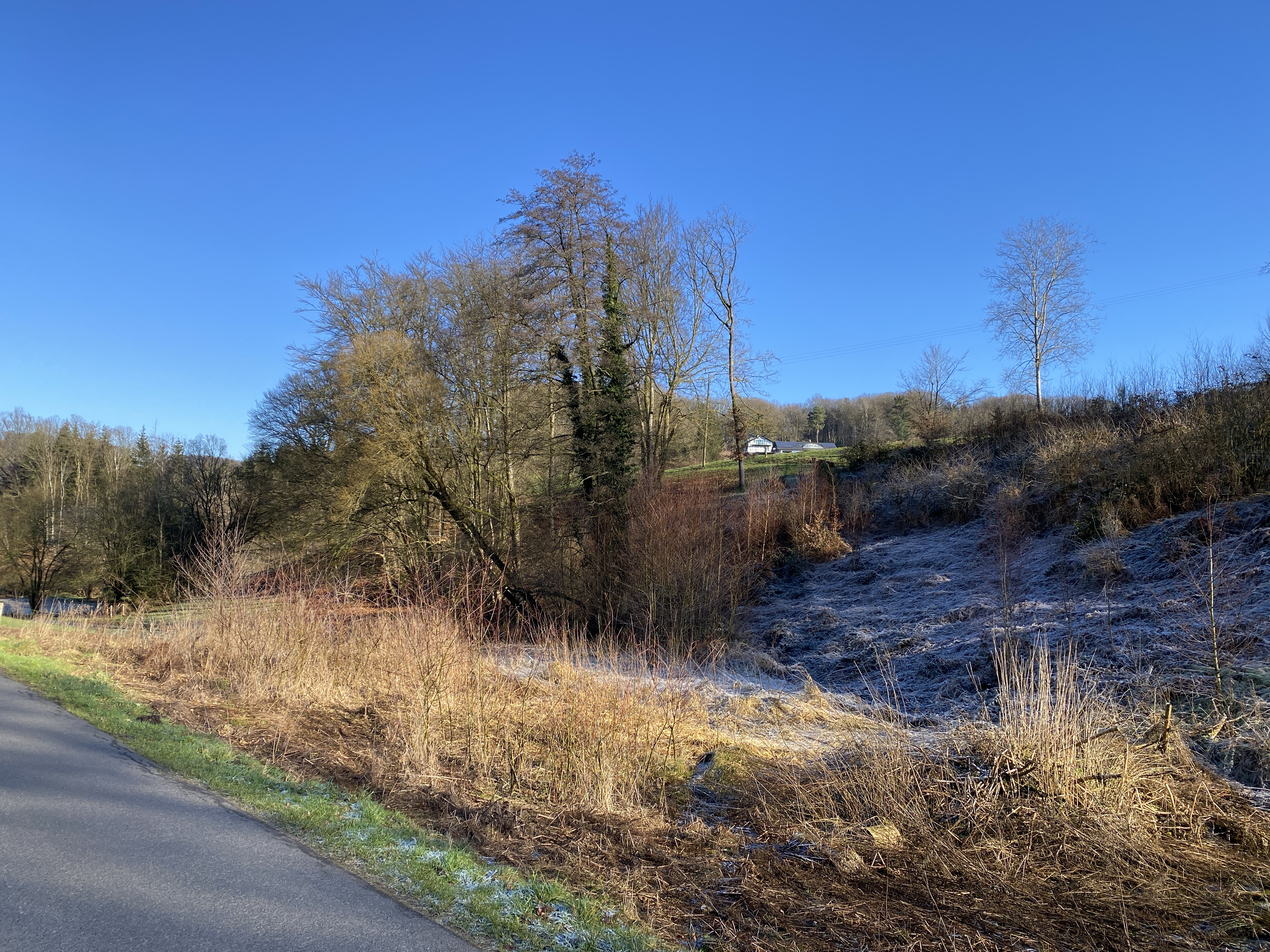
Abzweig Rehbach  - Bach aus Unterfrielinghausen